# Karol Kurpiński
Karol Kazimierz Kurpiński (Włoszakowice, 6 de març de 1785 – Varsòvia, 18 de setembre de 1857) fou un compositor, director d'orquestra i pedagog polonès del Romanticisme.
Fou director d'orquestra de la capella imperial de Rússia i del Teatre de l'Òpera de Varsòvia.
Va compondre nombroses òperes poloneses, entre les quals cal citar:
- Jadwiga (1814);
- El castell de Czorztyn (1819);
- Kalmora (1820);
- El palau de Llucifer;
- Marcinowa;
- El charlatan, a més va compondre, balls, simfonies, cantates, misses, etc.